# 博愛路 (高雄市)

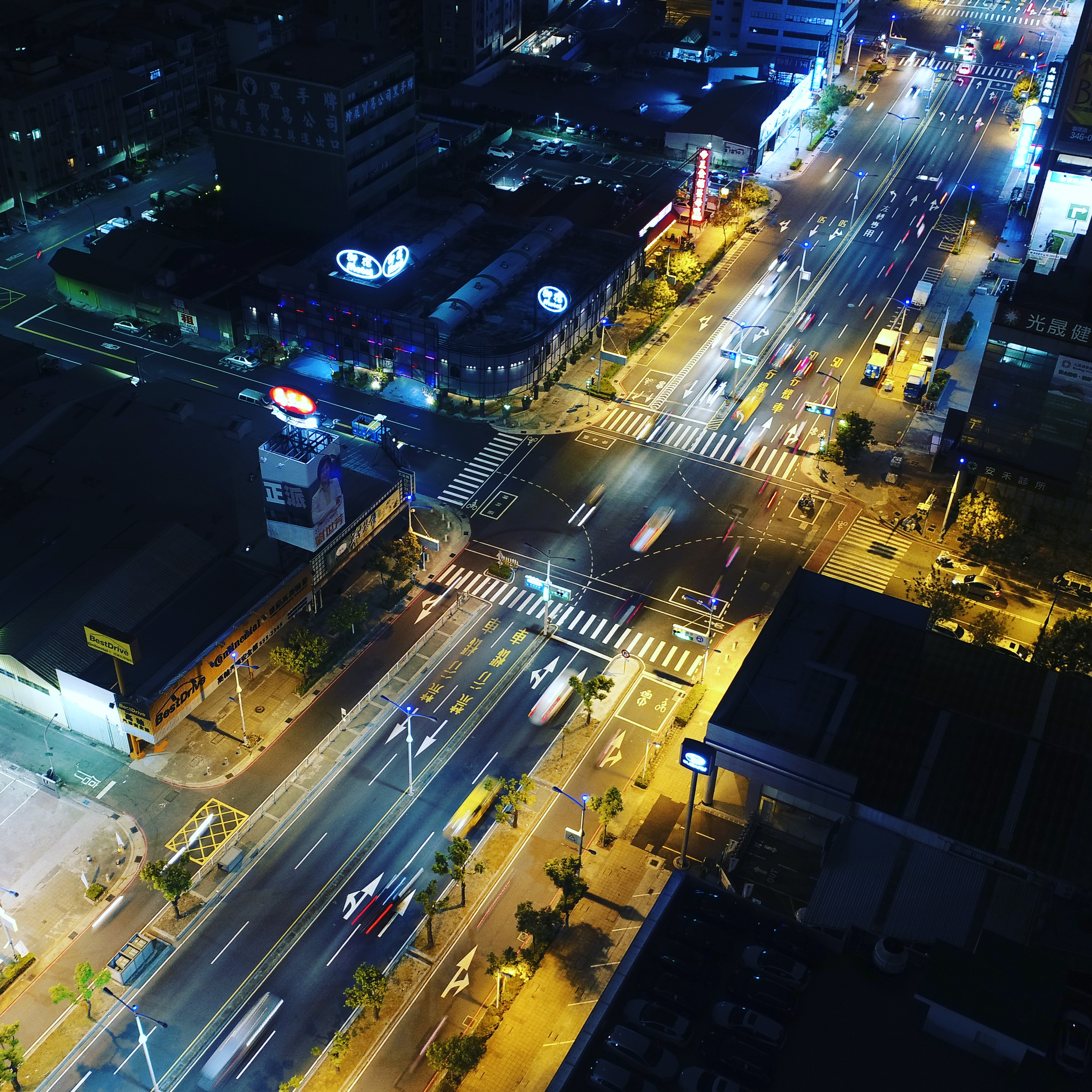
近愛河之心的博愛一路

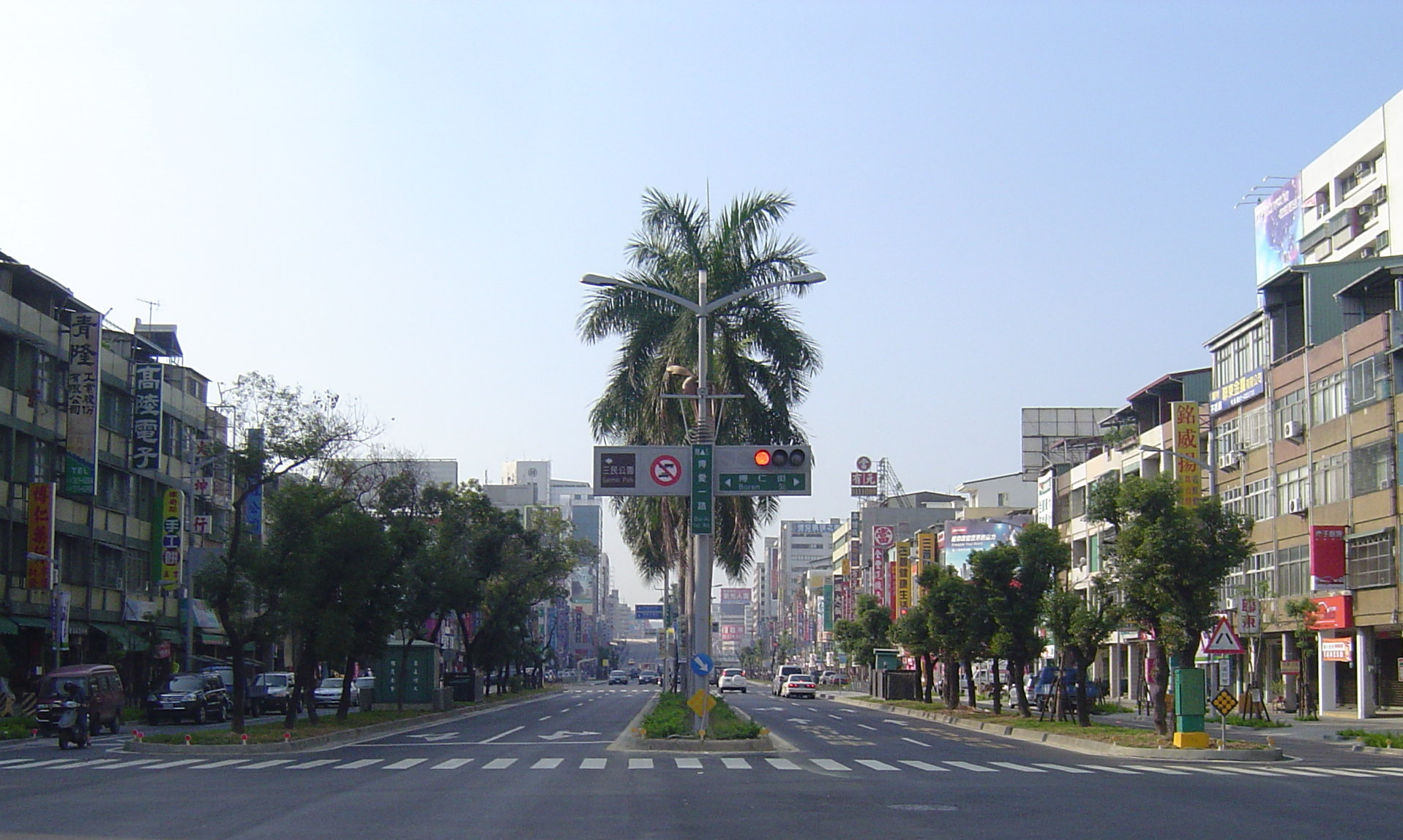
博愛一路

博愛路（Bo-ai Rd.）是高雄市重要的南北向幹道之一，南以站西路、站東路連接中山一路，北抵華夏路。高雄捷運紅線（高雄車站-生態園區站段）即沿著博愛路於地下行駛。
此外，高雄市政府已將此路闢為一條國際觀光大道，命名為博愛世運大道。不過高雄另有世運大道，為世運主場館前的中海路改名。

## 行經行政區域
（由北至南）
- 左營區
- 鼓山區
- 三民區

## 分段
博愛路共分為四個部份：
- 博愛一路：南抵高雄車站（後站，平面接九如二路口），經站西路連接中山一路；北於大順一路口接博愛二路。
- 博愛二路：南於大順一路口接博愛一路，北於新庄仔路口接博愛三路。
- 博愛三路：南於新庄仔路口接博愛二路，北於大中二路口接博愛四路。
- 博愛四路：南於大中二路口接博愛三路，北抵華夏路口。

## 沿線設施
（由南至北）
| | |
| - 博愛一路 - 高雄車站（建國二路318號） - 站後郵局（28號） - 捷運後驛站 - 台灣基進高雄黨部(150號) - 台灣中油博愛加油站(335號) - 王象世貿大樓（博愛一路366號） - 民視南部新聞中心（24樓） - 博愛路郵局（博愛一路372號） - 台灣中油新厝博愛站(536號) - 三民一號公園、愛河之心 - 博愛二路 - 捷運凹子底站 - 愛河之心站 - 麥當勞 - 高雄新博愛餐廳、高雄博愛餐廳、高雄漢神二餐廳（博愛路共有4間麥當勞，因此在地人稱博愛路為「麥當勞大道」） - 高雄銀行營業部(168號) - 台灣中油裕誠加油站(402號) - 台灣中油源豐加油站(616號) - 明誠公園 - 三民家商(門牌設於裕誠路1102號) - 捷運巨蛋站 - 高雄巨蛋（757號） - 漢神巨蛋（777號） | - 博愛三路 - 捷運生態園區站 - 麥當勞 - 高雄博愛二餐廳 - 高雄市政府警察局左營分局和文自派出所(268號) - 微笑公園 - 高雄市立圖書館左新分館(453號) - 菜公郵局（博愛三路520、522、524、526號） - 博愛四路 - 台亞石油桂華加油站(19號) - 博愛公園 - 高雄市政府警察局左營分局博愛四路派出所(437號) - 高雄市立圖書館 左新分館(453號) - 警察廣播電台高雄台（455號） - 福山安居社會住宅（興建中） |

## 公車資訊
- 博愛一路
  - 漢程客運
    - 紅30 高雄火車站－高雄科大(建工)
    - 紅31 金獅湖站－建國林森路口

  - 南台灣客運
    - 301 加昌站－高雄火車站
    - 紅29 捷運後驛站－陽明國小

  - 高雄客運
    - 33 金獅湖站－捷運鹽埕埔站
    - 224 歷史博物館－榮總－大灣－大社－楠梓站
    - 8008 高雄火車站－澄清湖－岡山轉運站
    - 8009 高雄火車站－澄清湖－旗山轉運站
    - 8023 高雄火車站－楠梓－旗山轉運站

  - 皇冠大車隊
    - 紅28 客家文物館－捷運後驛站－汾陽路口(部分班次繞駛中都濕地公園)

- 博愛二路
  - 漢程客運
    - 168東 金獅湖站－金獅湖站
    - 168西 金獅湖站－金獅湖站
    - 紅35 金獅湖站－捷運凹子底站

  - 南台灣客運
    - 301 加昌站－高雄火車站
    - 紅32 捷運凹子底站－市立美術館－大榮高中
    - 紅33 明誠幹線 臺鐵內惟站－捷運凹子底站－臺鐵鳳山站

  - 高雄客運
    - 24 坔埔圓照寺－捷運巨蛋站
    - 224 歷史博物館－榮總－大灣－大社－楠梓站

- 博愛三路
  - 港都客運
    - 38 左營南站－榮民總醫院

  - 南台灣客運
    - 301 加昌站－高雄火車站
    - 紅50 捷運生態園區站--榮總側門
    - 紅51 高鐵左營站－捷運生態園區站

  - 漢程客運
    - 紅35 金獅湖站－捷運凹子底站

- 博愛四路
  - 漢程客運
    - 紅35 金獅湖站－捷運凹子底站

## 公共自行車
- 高雄市公共自行車租賃系統：
  - 博愛九如二路(東北側)：博愛一路/九如二路(東北側)
  - 博愛九如二路口：博愛一路/九如二路(西北側)
  - 博愛熱河二街口：博愛一路/熱河二街(西北側)
  - 捷運後驛站(1號出口南側)：博愛一路/察哈爾一街口西南側
  - 捷運後驛站(1號出口北側)：博愛一路/察哈爾二街口西北側
  - 捷運後驛站(2號出口)：博愛一路/察哈爾一街口東北側
  - 捷運後驛站(3號出口)：博愛一路/綏遠一街口東北側
  - 博愛同盟路口：博愛一路/同盟一路口東北側
  - 博愛大順一路口(東北側)：博愛二路/大順一路(東北側)
  - 博愛大順路口：博愛一路/大順一路口西南側
  - 捷運凹子底站(3號出口)：博愛二路86號(前人行道)
  - 捷運凹子底站(4號出口)：博愛二路與至聖路口西南側
  - 博愛明誠路口東南側：博愛二路226號(前人行道)
  - 博愛明華路口東北側：博愛二路318號(前人行道)
  - 捷運巨蛋站(2號出口)：博愛二路與文信路口西北側
  - 捷運巨蛋站(3號出口)：裕誠路486號(對側人行道)
  - 捷運巨蛋站(4號出口)：博愛二路450號(前人行道)
  - 捷運巨蛋站(5號出口)：博愛二路上/裕誠路口(近三民家商籃球場)
  - 新庄仔博愛二路口(東南側)：新庄仔路512號前
  - 微笑公園(博愛三路50巷口)：博愛三路50巷6號(西北側人行道)
  - 博愛文奇路口南側：博愛三路102號(前人行道)
  - 捷運生態園區站(1號出口)：博愛三路268號(旁人行道)
  - 捷運生態園區站(2號出口)：博愛三路435號(前人行道)
  - 博愛重立路口南側：博愛三路526號(旁人行道)
  - 博愛大中二路口：博愛四路/大中二路(北側)
  - 博愛扶輪公園(博愛四路側)：博愛四路96號(旁公園)
  - 博愛重和路口(路口兩處)：博愛四路160號(前人行道)
  - 福山廣場(博愛四路側)：博愛四路228號(對側人行道)
  - 博愛四重仁路口：博愛四路/重仁路(西北側)
  - 文學公園(華夏路側)：華夏路1707號(東側人行道)